# Valle Carbajal
Valle Carbajal är en dal i Argentina.   Den ligger i provinsen Eldslandet, i den södra delen av landet, 2 400 km söder om huvudstaden Buenos Aires.
Trakten runt Valle Carbajal består i huvudsak av gräsmarker. Runt Valle Carbajal är det mycket glesbefolkat, med 6 invånare per kvadratkilometer.